# Mad Max (filmserie)
Mad Max er en filmserie skabt af George Miller og Byron Kennedy bestående af en række post-apokalyptiske og dystopiske action films. Serien begyndte i 1979 med Mad Max, og blev efterfulgt af tre film: Mad Max 2 (1981, udgivet i USA som The Road Warrior), Mad Max Beyond Thunderdome (1985) og Mad Max: Fury Road (2015); Miller instruerede alle fire film. Mel Gibson spillede titelkarakteren Max Rockatansky i de første tre film, mens Tom Hardy spillede rollen i Mad Max: Fury Road.
Serien følger Max, der oprindeligt var en politibetjent i et fremtidigt Australien, der har oplevet et samfundskollaps som følge af krig, mangel på kritiske ressourcer og økocid. Da hans kone og barn bliver dræbt af en ondskabsfuld motorcykelbande, dræber Max banden som hævn, og bliver en omstrejfende ener i det australske ødemark. Da Australien udvikler sig til at blive stadig mere barbarisk, bliver Max mere isoleret, men er stadig villig til at hjælpe små grupper af civilisation, i først omgang for egen vinding, men senere bliver hans motiv mere altruistisk.
Serien er blevet godt modtaget af kritikerne; særligt Mad Max 2 og Fury Road bliver rangeret blandt de bedste actionfilm nogensinde. Serien har også haft stor indflydelse på populærkulturen, i særdeleshed inden for genren af apokalyptiske og post-apokalyptiske film. Serien omfatter også computerspil og tegneserier. I 2016 blev Fury Road den første film i serien, der modtog en Academy Award, hvor den vandt seks ud af de ti den var nomineret til.

## Film
| Film                       | Udgivet           | Instruktør                       | Manuskript                                         | Historie                                           | Produceret                                 | Status  |
| -------------------------- | ----------------- | -------------------------------- | -------------------------------------------------- | -------------------------------------------------- | ------------------------------------------ | ------- |
| Mad Max                    | 12. april 1979    | George Miller                    | James McCausland and George Miller                 | George Miller and Byron Kennedy                    | Byron Kennedy                              | Udgivet |
| Mad Max 2                  | 24. december 1981 | George Miller                    | Terry Hayes, George Miller and Brian Hannant       | Terry Hayes, George Miller and Brian Hannant       | Byron Kennedy                              | Udgivet |
| Mad Max Beyond Thunderdome | 10. juli 1985     | George Miller and George Ogilvie | Terry Hayes and George Miller                      | Terry Hayes and George Miller                      | George Miller                              | Udgivet |
| Mad Max: Fury Road         | 15. maj 2015      | George Miller                    | George Miller, Brendan McCarthy and Nico Lathouris | George Miller, Brendan McCarthy and Nico Lathouris | Doug Mitchell, George Miller and PJ Voeten | Udgivet |
| Furiosa: A Mad Max Saga    | 24. maj 2024      | George Miller                    | George Miller and Nico Lathouris                   | George Miller and Nico Lathouris                   | Doug Mitchell and George Miller            | Udgivet |

## Medvirkende
| Karakterer                  | Film             | Film                       | Film                       | Film                      | Film                         | Computerspil      |  |
| Karakterer                  | Mad Max          | Mad Max 2                  | Mad Max Beyond Thunderdome | Mad Max: Fury Road        | Furiosa: A Mad Max Saga      | Mad Max           |  |
| Karakterer                  | 1979             | 1981                       | 1985                       | 2015                      | 2024                         | 2015              |  |
| --------------------------- | ---------------- | -------------------------- | -------------------------- | ------------------------- | ---------------------------- | ----------------- |  |
| Max Rockatansky             | Mel Gibson       | Mel Gibson                 | Mel Gibson                 | Tom Hardy                 | Jacob Tomuri                 | Bren Foster       |  |
| Benno Swaisey Broken Victim | Max Fairchild    | Max Fairchild              |                            |                           |                              |                   |  |
| Jessie Rockatansky          | Joanne Samuel    | Joanne SamuelA             |                            |                           |                              |                   |  |
| Sprog Rockatansky           | Brendan Heath    | Brendan HeathA             |                            |                           |                              |                   |  |
| Gyro Captain                |                  | Bruce Spence               | Bruce Spence               |                           |                              |                   |  |
| Jedediah the Pilot          |                  | Bruce Spence               | Bruce Spence               |                           |                              |                   |  |
| Imperator Furiosa Jabassa   |                  |                            |                            | Charlize Theron           | Anya Taylor-JoyAlyla BrowneY |                   |  |
| Immortan Joe Moore          |                  |                            |                            | Hugh Keays-Byrne          | Lachy Hulme                  |                   |  |
| Glory the Child             |                  |                            |                            | Coco Jack Gillies         |                              | Madison Carlon    |  |
| Rictus Erectus              |                  |                            |                            | Nathan Jones              | Nathan Jones                 |                   |  |
| The Organic Mechanic        |                  |                            |                            | Angus Sampson             | Angus Sampson                | Fred Tatasciore   |  |
| The People Eater            |                  |                            |                            | John Howard               | John Howard                  |                   |  |
| Splendid Angharad           |                  |                            |                            | Rosie Huntington-Whiteley | Rosie Huntington-Whiteley    |                   |  |
| Capable                     |                  |                            |                            | Riley Keough              | Riley Keough                 |                   |  |
| The Dag                     |                  |                            |                            | Abbey Lee                 | Abbey Lee                    |                   |  |
| Toast the Knowing           |                  |                            |                            | Zoë Kravitz               | Zoë Kravitz                  |                   |  |
| Cheedo the Fragile          |                  |                            |                            | Courtney Eaton            | Courtney Eaton               |                   |  |
| The Bullet Farmer           |                  |                            |                            | Richard Carter            | Richard Carter               |                   |  |
| The Doof Warrior            |                  |                            |                            | iOTA                      | iOTA                         |                   |  |
| Valkyrie Jabassa            |                  |                            |                            | Megan Gale                | Dylan Adonis                 |                   |  |
| Chumbucket                  |                  |                            |                            |                           | Bryan Probets                | Jason Spisak      |  |
| Scabrous Scrotus            |                  |                            |                            |                           | Josh Helman                  | Travis Willingham |  |
| Toecutter                   | Hugh Keays-Byrne |                            |                            |                           |                              |                   |  |
| Jim "Goose" Rains           | Steve Bisley     |                            |                            |                           |                              |                   |  |
| Bubba Zanetti               | Geoff Parry      |                            |                            |                           |                              |                   |  |
| Johnny the Boy              | Tim Burns        |                            |                            |                           |                              |                   |  |
| May Swaisey                 | Sheila Florence  |                            |                            |                           |                              |                   |  |
| Nightrider                  | Vincent Gil      |                            |                            |                           |                              |                   |  |
| The Humungus                |                  | Kjell Nilsson              |                            |                           |                              |                   |  |
| Wez                         |                  | Vernon Wells               |                            |                           |                              |                   |  |
| The Feral Kid               |                  | Emil MintyYHarold BaigentO |                            |                           |                              |                   |  |
| Warrior Woman               |                  | Virginia Hey               |                            |                           |                              |                   |  |
| Pappagallo                  |                  | Michael Preston            |                            |                           |                              |                   |  |
| Aunty Entity                |                  |                            | Tina Turner                |                           |                              |                   |  |
| Savannah Nix                |                  |                            | Helen Buday                |                           |                              |                   |  |
| Jedediah Jr.                |                  |                            | Adam Cockburn              |                           |                              |                   |  |
| Pig Killer                  |                  |                            | Robert Grubb               |                           |                              |                   |  |
| Ironbar Bassey              |                  |                            | Angry Anderson             |                           |                              |                   |  |
| Nux                         |                  |                            |                            | Nicholas Hoult            |                              |                   |  |
| Slit                        |                  |                            |                            | Josh Helman               |                              |                   |  |
| Keeper of the Seeds         |                  |                            |                            | Melissa Jaffer            |                              |                   |  |
| Warlord Dr. Dementus        |                  |                            |                            |                           | Chris Hemsworth              |                   |  |
| Praetorian Jack             |                  |                            |                            |                           | Tom Burke                    |                   |  |
| War Boy                     |                  |                            |                            |                           | Daniel Webber                |                   |  |
| Mary Jabassa                |                  |                            |                            |                           | Charlee Fraser               |                   |  |

## Modtagelse

### Box office
| Film                       | Udgivet          | Box office   | Box office   | Box office                 | Box office                    | Budget                       | Ref(s)                        |
| Film                       | Udgivet          | Australien   | Nordamerika  | Andre områder              | Verdens                       | Budget                       | Ref(s)                        |
| -------------------------- | ---------------- | ------------ | ------------ | -------------------------- | ----------------------------- | ---------------------------- | ----------------------------- |
| Mad Max                    | 12 April 1979    | A$5,355,490  | $8,750,000   | ~$91.250.000               | ~$100,000,000                 | A$200,000                    | [ 2 ] [ 3 ] [ 4 ]             |
| Mad Max 2                  | 24 December 1981 | A$10,847,491 | $23,667,907  | $21,000,000R               | $36,000,000R                  | A$4.5 million                | [ 2 ] [ 5 ] [ 6 ] [ 7 ]       |
| Mad Max Beyond Thunderdome | 10 July 1985     | A$4,272,802  | $36,230,219  | $16,000,000R               | $52,000,000R                  | A$12 million                 | [ 2 ] [ 8 ] [ 9 ] [ 6 ] [ 7 ] |
| Mad Max: Fury Road         | 15 May 2015      | A$21,606,347 | $154,109,060 | $261,152,322               | $415,261,382                  | US$150 million               | [ 10 ]                        |
| Furiosa: A Mad Max Saga    | 24 May 2024      | N/A          | $25,500,000  | N/A                        | $25,500,000                   | US$168 million               |                               |
| Total                      | Total            | A$36.547.536 | $248.257.186 | $37 millionR +$326 million | A$72 millionR +US$515 million | A$17 million +US$318 million |                               |
| Skabelon:Smalldiv          |                  |              |              |                            |                               |                              |                               |

^

### Kritikere
| Film                       | Rotten Tomatoes   | Metacritic      |
| -------------------------- | ----------------- | --------------- |
| Mad Max                    | 90% (68 reviews)  | 73 (14 reviews) |
| Mad Max 2                  | 93% (60 reviews)  | 77 (15 reviews) |
| Mad Max Beyond Thunderdome | 79% (56 reviews)  | 71 (18 reviews) |
| Mad Max: Fury Road         | 97% (439 reviews) | 90 (51 reviews) |
| Furiosa: A Mad Max Saga    | 89% (178 reviews) | 79 (58 reviews) |

## Musik
| Titel                                                           | Udgivet         | Længde | Komponist(er)                 | Pladeselskab     |
| --------------------------------------------------------------- | --------------- | ------ | ----------------------------- | ---------------- |
| Mad Max (Original Motion Picture Soundtrack)                    | 30 April 1980   | 31:25  | Brian May                     | Varèse Sarabande |
| Mad Max 2 (Original Motion Picture Soundtrack)                  | 11 January 1982 | 35:08  | Brian May                     | Varèse Sarabande |
| Mad Max Beyond Thunderdome (Original Motion Picture Soundtrack) | August 1985     | 44:27  | Tina Turner and Maurice Jarre | Capitol Records  |
| Mad Max: Fury Road (Original Motion Picture Soundtrack)         | 12 May 2015     | 71:01  | Tom Holkenborg                | WaterTower Music |